# Осман Сергій Вікторович
Осман Сергій Вікторович (нар. 18 серпня 1986, Олександрівка, Україна) — український волонтер, керівник пошуково-рятувального загону "Мілена", програміст, викладач. 

## Життєпис
Сергій Осман народився у селі Олександрівка Валківського району Харківської області. В 2004 році закінчив Олександрівську загальноосвітню школу I-III ст.
У 2007 році закінчив Харківський радіотехнічний технікум за спеціальністю "Програмування для обчислювальної техніки та автоматизованих систем". 
У 2013 закінчив Національний технічний університет «Харківський політехнічний інститут» за спеціальністю "Системне програмування".
У Сергія Османа є дружина Тетяна (1989 р.н.), а також дві доньки, Єлизавета (2011 р.н.) та Віолета (2019 р.н.).
На початку 2022 року, проживаючи в Козачій Лопані, разом із сім'єю попав в окупацію під час початку повномасшабного наступу росіян на територію України. 
Виїхати на підконтрольну Україною територію вдалося лише через три тижні(12 березня 2022), через сіру зону, через самісіньке пекло фронту.

## Освіта
- 2004 - 2007 рр. - Харківський радіотехнічний технікум
- 2008 - 2013 рр. - Національний технічний університет «Харківський політехнічний інститут»

## Кар'єра
- 2006 - 2011 рр. - програміст прикладний в Таргет.
- 2011 - 2013 рр. - програміст в EnTechEco.
- 2013 - дотепер - програміст-розробник в компанії CS[5][6].
- 2024 - дотепер - викладач в Харківський торговельно-економічний фаховий колледж.[7]

## Волонтерська діяльність
- 2013 - 2020 рр. - координатор пошуків зниклих в Харківській області від організації "Пошук Зниклих Дітей Україна".[8]
- 2017 - 2019 рр. - у складі різних автоклубів м.Харкова періодично займався допомогою дітям у школах-інтернатах та дитбудинках. Допомогали в ремонтах приміщень[9], привозили ласощі для дітей[10] та різні розважальні вистави[11].
- 2020 - дотепер - керівник пошуково-рятувального загону "Мілена".[2] Загін займається розшуком безвісти зниклих людей та дітей.

## Відзнаки та нагороди
- Подяка від Головного Управління Національної Поліції в Харківській області, за вагомий внесок у розшук безвісти зниклих дітей(2018 р.).[12]
- Подяка від Головного Управління Національної Поліції в Харківській області, за активну громадську позицію та плідну співпрацю з Головним управлінням Національної поліції України в Харківській області(2021 р.)[13][14].
- Відзнака "Волонтерська доблесть" та подяка від командування та особового складу військової частини А7286, за активну життєву позицію, турботу та патріотизм, за безкорисну допомогу в забезпеченні потреб і підтримку військовослужбовців даної частини.[15]
- Подяка від командування 92 окремої штурмової бригади імені кошового отамана Івана Сірка за допомогу Збройним Силам України.[16]
- Подяка від командування військової частини А1962 (60 ОМБр) за допомогу та підтримку наших воїнів.[17]